# Дьоне
Дьоне (фр. Dionay) — коммуна во Франции, находится в регионе Рона — Альпы. Департамент коммуны — Изер. Входит в состав кантона Сюд Грезиводан. Округ коммуны — Гренобль.
Код INSEE коммуны — 38145. Население коммуны на 2012 год составляло 119 человек. Населённый пункт находится на высоте от 392 до 625 метров над уровнем моря. Муниципалитет расположен на расстоянии около 460 км юго-восточнее Парижа, 70 км юго-восточнее Лиона, 40 км западнее Гренобля.  Мэр коммуны — Кристиан Гарнье, мандат действует на протяжении 2014—2020 годов.
Динамика населения (INSEE):

## Города-побратимы
- Сермонета, Италия (2007)